# Municipio de Long Branch
El municipio de Long Branch (en inglés: Long Branch Township) es un municipio ubicado en el condado de Saline en el estado estadounidense de Illinois. En el año 2010 tenía una población de 248 habitantes y una densidad poblacional de 5,23 personas por km².

## Geografía
El municipio de Long Branch se encuentra ubicado en las coordenadas 37°53′12″N 88°32′22″O / 37.88667, -88.53944. Según la Oficina del Censo de los Estados Unidos, el municipio tiene una superficie total de 47,43 km², de la cual 47,29 km² corresponden a tierra firme y (0,29 %) 0,14 km² es agua.

## Demografía
Según el censo de 2010, había 248 personas residiendo en el municipio de Long Branch. La densidad de población era de 5,23 hab./km². De los 248 habitantes, el municipio de Long Branch estaba compuesto por el 98,79 % blancos, el 0,4 % eran amerindios, el 0,4 % eran asiáticos, el 0,4 % eran isleños del Pacífico. Del total de la población el 0,4 % eran hispanos o latinos de cualquier raza.